# 埃松河畔韦尔
埃松河畔韦尔（法語：Vayres-sur-Essonne，法語發音：[vɛʁ syʁ ɛsɔn] ⓘ）是法国法兰西岛大区埃松省的一个市镇，属于埃唐普区。

## 地理
埃松河畔韦尔（48°25'58"N, 2°21'32"E）面积8.46 平方千米，位于法国法蘭西島大區埃松省，该省份为法国北部内陆省份，北起上塞纳省和马恩河谷省，西接厄尔-卢瓦省和伊夫林省，南至卢瓦雷省，东临塞纳-马恩省。
与埃松河畔韦尔接壤的市镇（或旧市镇、城区）包括：埃松河畔吉涅维尔、埃松河畔布蒂尼、布维尔、埃松河畔库尔迪芒什、迪松-隆格维尔、瓦尔皮索。

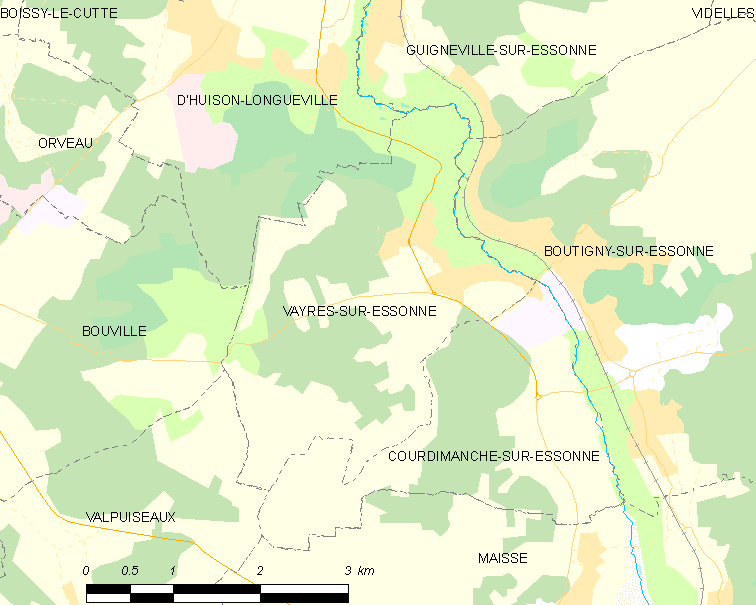
埃松河畔韦尔的OSM定位图

埃松河畔韦尔的时区为UTC+01:00、UTC+02:00（夏令时）。

## 行政
埃松河畔韦尔的邮政编码为91820，INSEE市镇编码为91639。

## 政治
埃松河畔韦尔所属的省级选区为埃唐普县。

## 人口

1962-2008年间埃松河畔韦尔人口变化图示

埃松河畔韦尔于2022年1月1日时的人口数量为974人。